# Юссеф Абдалла
Юссеф Абдалла (16 березня 1998) — єгипетський спортсмен. Учасник Чемпіонату світу з водних видів спорту 2017, де в попередніх запливах на дистанції 100 метрів на спині посів 24-те місце і не потрапив до півфіналу.